# QSAR
Acronimul QSAR (în engleză Quantitative Structure-Activity Relationship - „Corelația Cantitativă între Structură și Activitate”) reprezintă o metodologie de a corela structura moleculară cu proprietățile acesteia. De regulă se stabilește o relație liniară de forma activitate = funcție(proprietăți).